# Chogla
Chogla (hebr.: חוגלה) – moszaw położony w samorządzie regionu Emek Chefer, w Dystrykcie Centralnym, w Izraelu.

## Historia
Moszaw został założony w 1933 przez imigrantów z Polski, Rosji i Bułgarii.

## Gospodarka
Gospodarka moszawu opiera się na intensywnym rolnictwie.